# IC 1260
IC 1260 ist eine linsenförmige Galaxie im Sternbild Drache am Nordsternhimmel, die schätzungsweise 359 Millionen Lichtjahre von der Milchstraße entfernt ist. Gemeinsam mit der Galaxie IC 1259 und IC 1258 bildet sie das Galaxientriplett Arp 311. Halton Arp gliederte seinen Katalog ungewöhnlicher Galaxien nach rein morphologischen Kriterien in Gruppen. Dieses Galaxientriplett gehört zu der Klasse Gruppen von Galaxien.
Das Objekt wurde am 15. Mai 1890 von Lewis A. Swift entdeckt.